# Álvaro José Negret
Álvaro José Negret (* 1949; † 18. Juli 1998) war ein kolumbianischer Ornithologe und Naturschützer.

## Leben und Wirken
Bereits als Junge begann Negret für das Naturkundemuseum der Universidad del Cauca in Popayán Vögel zu sammeln, das zu der Zeit zunächst unter der Leitung von Federico Carlos Lehmann und anschließend von Kjell von Sneidern stand. Während seiner Studienzeit war er Mitbegründer des Naturkundemuseums der Universidad de Caldas in Manizales. Nach der Graduierung zum Master in Ökologie und Rohstoffmanagement an der Universität Brasília, führte Negret zahlreiche ornithologische und andere Wildtierstudien in ganz Brasilien durch. Später kehrte er als Professor nach Popayán zurück und übernahm den Direktorenposten des Naturkundemuseums der Universidad del Cauca, eine Position, die er bis kurz vor seinem Tod bekleidete. Während seiner Arbeit lieferte er einen wesentlichen Beitrag zur Vervollkommnung der naturhistorischen Sammlung. Mit einem Schwerpunkt auf Ornithologe und Umweltbildung verfasste Negret viele Publikationen über Ökologie und Naturschutz, insbesondere für Kinder.
Negret reiste in ganz Kolumbien und mit seinen hervorragenden naturgeschichtlichen Kenntnissen war er an vielen Naturschutz-Initiativen, sowohl durch seine Forschungsarbeit als auch durch praktischen Naturschutz, beteiligt. Seine Bemühungen, insbesondere in der Region Chocó im westlichen Kolumbien, führten zur Gründung des Reserva Natural Tambito, in dem 319 Vogelarten, darunter mehrere gefährdete, vorkommen.
In den letzten drei Jahren vor seinem Tod initiierte und leitete Negret in Zusammenarbeit mit Conservation International das Naya-Korridor-Programm, das zum Ziel hatte, die beiden Nationalparks Farallones de Cali und Munchique sowie die Naturreservate Tambito und Cuenca del Río Naya miteinander zu vereinigen. Damit soll eine 120 km lange und 430.000 Hektar große Schutzzone geschaffen werden. Kurz vor seinem Tod erzielte er enorme Fortschritte im Hinblick auf die Erhaltung dieser letzten Chocó-Wildnis. Negret starb an einem Herzinfarkt.
2003 wurde der Negretzaunkönig (Henicorhina negreti) zu Ehren von Negret benannt.

## Werke (Auswahl)
- As aves migratórias do Distrito Federal, 1981
- Aves da região geopolítica do Distrito Federal: lista, 1984
- Estorinhas dos bichos do cerrado, 1984
- Aves en Colombia amenazadas de extinción, 2001 (posthum)